# Раул Кодрон
Раул Кодрон (Париз, 7. децембра 1883. — Сент Етјен, 1. јуна 1958) био је француски фудбалски тренер.
1930. године Кодрон је тренирао Француску на првом ФИФА-ином светском првенству. Кодрон можда никада не би ни тренирао национални тим да није дошло до тога да је Гастон Баро, дотадашњи селектор репрезентације, морао да остане у Француској због пословних обавеза.